# René De Feyter
René De Feyter (Hemiksem, 17 februari 1930 – Sint-Job-in-'t-Goor, 23 maart 2011) was een Belgisch bestuurder van het Vlaams Economisch Verbond (VEV).

## Levensloop
René De Feyter studeerde rechten aan de Katholieke Universiteit Leuven en de Université de Namur. Daarna was hij van 1956 tot 1960 actief als ambtenaar in het voormalige Belgisch-Kongo. In 1961 ging aan de slag bij het Studiecentrum voor de Expansie van de Haven van Antwerpen.
In 1967 was hij de medeoprichter van de Vlaamse zakenkrant De Financieel-Economische Tijd en bleef er drie jaar algemeen directeur. Nadien was hij van 1971 tot 1993 gedelegeerd bestuurder van het Vlaams Economisch Verbond (VEV) in opvolging van Frans Wildiers. In de jaren 1980 stond hij aan de wieg van de Derde Industriële Revolutie in Vlaanderen (DIRV-beweging).
In 2005 kwam hij terug in het nieuws als oprichter van de denktank In de Warande.